# Bama (Pagelaran)
Bama is een bestuurslaag in het regentschap Pandeglang van de provincie Banten, Indonesië. Bama telt 2342 inwoners (volkstelling 2010).